# Borrón y cuenta nueva
Borrón y cuenta nueva es una telenovela chilena producida y transmitida por TVN durante el segundo semestre de 1998. 
Basada en una idea de Alfredo Sepúlveda, Carolina Díaz, Ernesto Ayala y Alberto Fuguet, escrita por Jimmy Daccarett, Perla Devoto, Gonzalo Peralta y María José Galleguillos, con la asesoría de contenidos de Jorge Marchant Lazcano, producida por Vania Portilla, dirigida por Leonardo Rojas, bajo la producción ejecutiva de Pablo Ávila Guerrero.
Protagonizada por Jaime Vadell, Patricia Rivadeneira, Enrique Cintolesi, Ximena Rivas, Álvaro Rudolphy, Sigrid Alegría y Francisco Pérez-Bannen. 

## Argumento
El multimillonario empresario Santiago Bryce (Jaime Vadell) muere piloteando su jet privado en localidad de La Serena. Ante esto, tres diferentes muchachas, Alejandra Valencia (Patricia Rivadeneira), Ignacia Izquierdo (Ximena Rivas) y Doris Morán (Sigrid Alegría), reciben un telegrama donde se les informa la muerte de su padre, cuya existencia desconocen. 
Los problemas familiares estallan cuando ellas piden explicaciones a sus respectivas madres: la emprendedora Genoveva Flores (Yael Unger), la clasista Adriana Domínguez (Anita Klesky) y la interesada Maggie Morán (Coca Guazzini).
Pero eso no es todo, Santiago les informa a través de su amigo y abogado, Gregorio Urrutia (Mauricio Pešutić) que les ha dejado una herencia de cien millones de dólares a cada una. Esto despierta grandes ambiciones y problemas, ya que para recibir el dinero deben cumplir algunas condiciones: tendrán que vivir juntas durante un año en la gran hacienda del reciente padre, situada en el Valle del Elqui, y contraer matrimonio real, para toda la vida.
En tanto, Gregorio será quien velará por el cumplimiento de las condiciones del testamento. Sin embargo, oculta malvados y ambiciosos planes: evitar que las tres mujeres cobren la herencia, de modo que ésta pase a sus manos a través de la Fundación Bryce. Para ello se vale de la ayuda de Carola Sutil (Adriana Vacarezza), quien se introduce como mucama en la mansión como María Pino. Ella, junto al ama de llaves, Evangelina Cruz (Ana Reeves) y una empleada peruana, Magaly Lituma (Paula Zúñiga), deberán servir a las tres hermanas herederas.
Dos de las hermanas, Alejandra e Ignacia, tienen un especial interés sentimental por Daniel San Martín (Enrique Cintolesi), mientras que Doris, que es novicia, sólo piensa en regresar al convento. 
Pero las sorpresas serán constantes ya que aparecerá un nuevo y desconocido hijo de Bryce, Rubén Salgado (Álvaro Rudolphy). Marino y todo un seductor, comenzará a sentir una fuerte atracción por su supuesta media-hermana Ignacia. Mientras que Pascual Bianchi (Francisco Pérez-Bannen), comenzará a desviar la atención de la hermana Doris.

## Reparto

### Principales
- Patricia Rivadeneira como Alejandra Valencia
- Ximena Rivas como Ignacia Izquierdo
- Sigrid Alegría como Doris Morán
- Álvaro Rudolphy como Rubén Salgado
- Enrique Cintolesi como Daniel San Martín
- Francisco Pérez Bannen como Pascual Bianchi
- Jaime Vadell como Santiago Bryce / Sexto Benítez
- Yael Unger como Genoveva Flores
- Mauricio Pešutić como Gregorio Urrutia
- Coca Guazzini como Magnolia Morán
- Luis Alarcón como Reinaldo Paz
- Anita Klesky como Adriana Domínguez
- Sonia Viveros como Rosa de Goyeneche
- Edgardo Bruna como León Costa
- Ana Reeves como Evangelina Cruz
- Marcelo Romo como Félix Izquierdo
- Peggy Cordero como Amanda Aguirre
- Adriana Vacarezza como Carolina Sutil
- Pablo Ausensi como Francisco Paz
- Katherine Salosny como Valentina Costa
- Paola Volpato como María Elena Izquierdo
- Mónica Godoy como Marta Suárez
- Yuyuniz Navas como Ana Paz
- Íñigo Urrutia como Alfonso Vera
- Paulo Meza como Mauricio Cuevas
- Ximena Carrera como Carla Romano
- Alberto Zeiss como Apolo Costa
- Claudio Arredondo como Ulises Carvajal
- Rodolfo Pulgar como Franco Peñaloza
- Patricia Velasco como Bettina Suárez
- Paula Zúñiga como Magaly Lituma
- Ricardo Pinto como Rogelio Salinas
- Tahía Gómez como Thelma Castillo
- Sebastián Vila como Lucas Martínez
- Francisca Opazo como Soledad García
- Pedro Rivadeneira como José Miguel Izquierdo
- Faryde Kaid como Camila Paz
- Gonzalo Muñoz Lerner como Cristóbal Ferrer
- Marta Zepeda como Marcela Valencia

## Emisión internacional
- Ecuador: SíTV